# 러시아-투르크메니스탄 관계
러시아-투르크메니스탄 관계는 러시아와 투르크메니스탄 간의 양자 관계이다. 러시아는 아시가바트에 대사관을 두고 투르크멘바시에 총영사관을 두고 있다. 투르크메니스탄은 모스크바에 대사관을 두고 있다. 1885년 현대 투르크메니스탄 지역은 러시아 제국에 흡수되었다. 1924년 이후 소련 내에서 소비에트 사회주의 공화국이 되었고, 1991년 독립을 선언했다. 따라서 두 나라는 지난 몇 세기 동안 상호 우호적인 관계를 유지해 왔다.

## 역사

### 배경
1992년 4월 8일에 외교 관계가 수립되었고, 그해 7월 31일에 모스크바에서 우호 협력 조약이 체결되었다. 재임 초기 블라디미르 푸틴 대통령은 투르크메니스탄을 실무 방문했고, 사파르무라트 니야조프 대통령은 2002년 초에 이에 보답했다. 2002년 4월 23일, 니야조프 대통령과 푸틴 대통령은 아시가바트에서 새로운 우호 협력 조약에 서명했다. 투르크메니스탄은 이중 국적을 허용하지 않으며, 이중 러시아-투르크메니스탄 시민권을 가진 사람들은 2003년에 러시아 시민권을 포기하거나 재산 몰수 및 강제 출국에 직면할 수 있다.

## 경제적 유대
러시아의 대투르크메니스탄 수출 구조에서 2012년 주요 물량은 금속 및 금속 제품(총 수출의 45.1%)과 기계, 장비 및 차량 (25.1%), 식품 및 농산물 원자재 (11.2%)의 비중에 속한다.
투르크메니스탄으로부터의 수입은 화학 제품 (총 수입의 55.4%, 2011년 대비 106.3% 증가), 섬유, 섬유 제품 (29.1%, 17.2% 감소), 기계, 장비 및 차량 (5.6%, 2011년 대비 332.9% 증가), 연료 및 에너지 제품 (9.3%, 30.2% 감소)이 주를 이룬다.

### 가스 관련 관계
최근 러시아-투르크메니스탄 관계는 투르크메니스탄으로부터 천연가스 수출 계약을 확보하려는 러시아의 노력을 중심으로 전개되고 있다. 러시아는 투르크메니스탄의 풍부한 탄화수소 공급에 대한 접근을 위해 중국, 유럽 연합, 미국과 경쟁하고 있다. 두 나라는 러시아로의 가스 수출을 위한 가격 협상을 둘러싸고 종종 갈등을 빚고 있다.
투르크메니스탄 대통령 구르반굴리 베르디무하메도프는 러시아가 지원하는 프리카스피스키 파이프라인의 공급과 확장을 돕기로 합의했지만, 아직 이 목표를 향한 조치는 취해지지 않았다.